# ECE-Homologation
Die ECE-Homologation (von Economic Commission for Europe ECE) ist ein überstaatliches System für die Zulassung von Kraftfahrzeugen und Fahrzeugteilen.

## ECE- und EG-Genehmigung
Die ECE- und EG-Typzulassungs-Systeme basieren auf dem Prinzip der Gegenseitigkeit. Alle Signatarstaaten des ECE-Abkommens von 1958, das als Grundlage der ECE-Regeln dient, sind ermächtigt, ein Fahrzeug bzw. ein Teil zuzulassen. Alle weiteren Signatarstaaten – so sie die jeweilige Regel anerkannt haben – sind verpflichtet, die gewährte Zulassung ebenfalls anzuerkennen. Eine Frontleuchte, die beispielsweise von der Zulassungsbehörde Italiens bewilligt und mit E3 gekennzeichnet wurde, kann legal überall in Europa und in allen anderen Ländern eingesetzt werden, die die ECE-Regelungen für Frontleuchten anerkennen. Nationale Zulassungen sind in diesem Fall nicht mehr notwendig. Dies ist in Deutschland durch § 21a StVZO geregelt.
Während sich das EG-System auf Europa beschränkt, sieht das ECE-Regelwerk seit 1997 vor, dass auch nicht-europäische Länder dem Abkommen beitreten können. Obwohl nur eine beschränkte Anzahl von Staaten dem Abkommen von 1958 beigetreten sind (aktuelle Aufstellung siehe unter ECE-Regelungen), werden Fahrzeuge und Teile, die nach den ECE-Regelungen gefertigt sind, in den meisten Ländern der Welt gewöhnlich ohne Änderung zugelassen. In wenigen Fällen sind zusätzliche nationale Zulassungen notwendig, da die ECE-Typzulassung in diesen Ländern nicht anerkannt wird, obwohl sich die nationalen Standards weitgehend an den ECE-Regelungen orientieren. Dies ist zum Beispiel in Indien und China der Fall. Die chinesische CCC-Zulassung ist in großen Teilen ein Spiegelbild der ECE, muss aber separat erlangt werden. Die gravierendste Ausnahme sind die Vereinigten Staaten von Amerika, die keine ECE-Regelung anerkennen und ein völlig anderes System der Fahrzeug- und Teilezulassung (Federal Motor Vehicle Safety Standards/FMVSS) verfolgen. Es ist derzeit nicht möglich, ein Fahrzeug zu bauen, das sowohl dem ECE- als auch dem FMVSS-Standard genügt. Viele Hersteller fertigen Fahrzeuge in drei Grundversionen: Linkslenker, Rechtslenker und US-Ausführung.
Siehe auch: ECE-Prüfzeichen

## Liste von nicht-europäischen Ländern
Folgende nicht-europäische Staaten erkennen teilweise die nach ECE-Regelungen gebauten Fahrzeuge und Teile an – manche mit, manche ohne weitergehende nationale Typprüfung:
- Argentinien
- Australien
- Bahrain
- Brasilien
- Chile
- Israel
- Japan (erkennt zurzeit 37 ECE-Regelungen an[2])
- Kanada (erkennt nur ECE-Regelungen für Scheinwerfer und Stoßfänger an)
- Mexiko
- Neuseeland
- Russische Föderation
- Südkorea
- Tunesien
- Ukraine
- Vereinigte Arabische Emirate
- Malaysia
- Thailand

## Nationale Genehmigungen
Nationale Genehmigungen sind in den ECE-Signatarstaaten ebenfalls noch möglich. Die Genehmigungen können mithilfe der technischen Überwachungsvereine erlangt werden.

### Deutschland

#### Allgemeine Betriebserlaubnis
Die Allgemeine Betriebserlaubnis (ABE) wird in Deutschland für Teile vergeben, die keiner ECE-Regelung unterliegen, für die aber nach deutschem Recht eine Typzulassung gefordert ist. Ein Beispiel dafür sind Bremsscheiben. Teile mit ABE können auf dem in der ABE freigegebenen Fahrzeugtyp ohne nachträgliche Prüfung montiert werden. Die ABE-Papiere sind stets mitzuführen. Falls in der ABE eine Änderungsabnahme gefordert wird, ist diese sofort durchzuführen. Ab dem 29. April 2009 wurde die ABE durch die Europäische Typgenehmigung (ETG) ersetzt, die nun im gesamten Europäischen Wirtschaftsraum Gültigkeit hat.

#### Einzelbetriebserlaubnis
Die Einzelbetriebserlaubnis dient dem Legalisieren einzeln gefertigter Fahrzeuge,
Fahrzeugen, die in Kleinserien produziert wurden, baulicher Veränderungen am Fahrzeug, von
Fahrzeugen, die aus dem Ausland ohne ECE/EG-Typgenehmigung importiert worden sind, und
für Fahrzeuge für besondere Einsatzzwecke mit Umbauten.

#### Teilegutachten
Das Teilegutachten ist ein nationales Verfahren, mit dem zulassungspflichtige Teile ohne ECE oder ABE legalisiert werden können. Teilegutachten werden von Technischen Diensten oder von Prüfstellen erstellt, die vom KBA für den jeweiligen Prüfumfang akkreditiert oder anerkannt sein müssen.
Nach dem Einbau des Teils ist dann eine Abnahme durch eine Prüfstelle (TÜV, Dekra, GTÜ, KÜS, …) und im Anschluss eine Änderungseintragung nach den Vorgaben des Teilegutachtens durch das zuständige Straßenverkehrsamt erforderlich, um das entsprechende Teil wirklich legal zu fahren.

### Japan: TRIAS
TRIAS ist die japanische Version der ECE-Homologation. TRIAS registrierte Fahrzeuge haben auch innerhalb der EU eine Art Allgemeine Betriebserlaubnis. Diese ist allerdings nur gültig, wenn das Fahrzeug der zum Baujahr des Fahrzeuges gültigen EURO-Abgasnorm entspricht. Fahrzeuge, welche in Europa unter der TRIAS registriert werden, sind meistens für den Export nach Japan bestimmt.

### China: CCC
CCC ist die chinesische Version der Homologation. Im Dezember 2001 erließ die chinesische Regierung die Verordnung zur obligatorischen Produkt-Zertifizierung (Compulsory Product Certification), die auf ISO/IEC Guide 67 beruht und in der Durchführung in großen Zügen der ABE ähnelt. „CCC“ steht für „China Compulsory Certification“. Die durchführende Behörde ist die Certification and Accreditation Administration of the People’s Republic of China (CNCA). Typprüfungen und Herstelleraudits werden durch Zertifizierungsorganisationen wie „CAQC“ („CATARC Automotive Quality Control“) „CQC“ (China Quality Control Centre) oder durch „CCCAP“ (China Certification Centre for Automotive Products) bzw. durch von diesen beauftragte Inspektoren oder Laboratorien durchgeführt. Die jeweiligen Standards sind in den CCC-Ausführungsbestimmungen für die jeweiligen Produkte niedergelegt. Dabei kommen vor allem die nationalen Standards der Volksrepublik China (Guobiao oder GB-Standards) zum Tragen. Für elektrische Produkte kommen die in das GB-Schema eingearbeiteten IEC-Standards zur Geltung. Eine CCC-Zertifizierung kann derzeit nur in China über CAQC, CQC oder CCCAP durchgeführt werden.

## Praktische Durchführung
Die ECE-Homologation wird durch die zuständige nationale Behörde gewöhnlich nach Vorlage eines Prüfberichts erteilt, den in der Regel ein im jeweiligen Land akkreditierter Technischer Dienst erstellt. Die Prüfungen vollziehen ausgebildete Sachverständige auf Einrichtungen des akkreditierten Technischen Dienstes, in Fremdlaboren oder auf Prüfständen des Kunden gemäß der jeweiligen ECE-Regel. Prüflabore mit Anerkennung durch das Kraftfahrt-Bundesamt (KBA) sind z. B. TÜV SÜD oder GTÜ. Beispiele für beim niederländischen Kraftverkehrsamt RDW akkreditierte Prüflabore sind TKG und TNO. Die Vehicle Certification Agency (VCA, Großbritannien) ist Zertifizierungsbehörde und Technischer Dienst in einem. Außereuropäische Akkreditierungen nach DIN EN ISO 17025, z. B. durch das Ministry of Transport (MoT, Japan) und das Federal Office of Road Safety (FORS, Australien), sind ebenfalls möglich.